# Конскоопашата катерица
Конскоопашатата катерица (Sundasciurus hippurus) е вид бозайник от семейство Катерицови (Sciuridae). Видът е почти застрашен от изчезване.

## Разпространение и местообитание
Разпространен е в Бруней, Индонезия, Малайзия и Тайланд.